# Carballedo
Carballedo es un municipio de la provincia de Lugo en Galicia (España). Pertenece a la comarca de Chantada. Su capital es A Barrela.[cita requerida]

## Geografía humana

### Organización territorial
El municipio está formado por doscientos veintiséis entidades de población distribuidas en veinticuatro parroquias:
- Aguada (Santa Eulalia)[3]
- Asma[2]
- Beascós[2]
- Búbal (El Salvador)[2]
- Buciños (San Miguel)
- Campos[2]
- Carballedo (Santa María)
- Cartelos (Santo Estevo)
- Castro (San Cristóbal)[2]
- Chouzán (Santo Estevo)
- Cova[2]
- Furco (San Gregorio)
- Herbedeiro[2]
- Lobelle (San Cristovo)
- Losada (Santiago)[2]
- Marzás (Santa María)
- Milleirós (San Xoán)
- Olleros[2]
- Pradeda (Santiago)
- San Mamed de Losada (San Mamed)[2]
- Santa Eulalia de Búbal (Santa Eulalia)[2]
- Santa Marina de Castro (Santa Marina)[2]
- Temes (Santa María)
- Villaquinte[2]

### Demografía
Cuenta con una población de 2044 habitantes (INE 2024).
| Gráfica de evolución demográfica de Carballedo entre 1842 y 2021                                                      |
| |
| Población de derecho según los censos de población del INE. Población de hecho según los censos de población del INE. |

## Entorno natural
La zona cuenta con un importante castañar que está amenazada por el desbroce para limpiar las líneas eléctricas